# Holmsjön (Dorotea socken, Lappland)
Holmsjön är en sjö i Dorotea kommun i Lappland och ingår i Ångermanälvens huvudavrinningsområde. Sjön har en area på 0,281 kvadratkilometer och ligger 402 meter över havet.

## Delavrinningsområde
Holmsjön ingår i det delavrinningsområde (717109-148336) som SMHI kallar för Utloppet av Holmsjön. Medelhöjden är 487 meter över havet och ytan är 5,98 kvadratkilometer. Det finns inga avrinningsområden uppströms utan avrinningsområdet är högsta punkten. Vattendraget som avvattnar avrinningsområdet har biflödesordning 3, vilket innebär att vattnet flödar genom totalt 3 vattendrag innan det når havet efter 262 kilometer. Avrinningsområdet består mestadels av skog (88 procent). Avrinningsområdet har 0,28 kvadratkilometer vattenytor vilket ger det en sjöprocent på 4,7 procent.